# Цеплево (Поморское воеводство)
Цеплево (пол. Cieplewo, нем. Zipplau) — село в Польше в гмине Прущ-Гданьский Гданьского повета Поморского воеводства.

## История
Цеплево впервые упоминается под названием Zcipellow в летописи 1378 года. Известно, что в 1350-1450 годах в селе стояла тевтонская усадьба, управляемая Мальборком. С 1450 года по приказу польского короля Казимира IV село перешло под власть города Гданьск. С 1772 года вошло в состав Пруссии. С 1919 по 1939 год в составе вольного города Данциг.
C 1975 по 1998 год село входило в Гданьское воеводство.

## Транспорт
В селе находится остановочный пункт железной дороги Цеплево на железнодорожной линии Варшава-Восточная — Гданьск-Главный.